# 波特爾 (喬治亞州)
波特爾（英語：Portal）是一個位於美國喬治亞州布洛克縣的城鎮。

## 地理
波特爾的座標為32°32′14″N 81°55′54″W / 32.53722°N 81.93167°W，而該地的平均海拔高度為90米（即295英尺）。

## 人口
根據2010年美國人口普查的數據，波特爾的面積為5.60平方千米，當中陸地面積為5.50平方千米，而水域面積為0.10平方千米。當地共有人口858人，而人口密度為每平方千米153人。